# Ip Man 3
Ip Man 3 è un film del 2015 diretto da Wilson Yip, prodotto da Raymond Wong e scritto da Edmond Wong con le coreografie di Yuen Wo Ping. È la terza pellicola di arti marziali della serie di film Ip Man basato sulla vita del grande maestro di Wing Chun e vede come protagonista nuovamente Donnie Yen. Nel film compare anche Mike Tyson, e viene reso tributo al più celebre allievo di Yip Man, Bruce Lee interpretato da Danny Chan.

## Trama
Nel 1959, dopo le difficoltà della guerra, Ip Man conduce una vita tranquilla a Hong Kong, dividendosi tra le sue lezioni di Wing Chun e la famiglia. Suo figlio maggiore Chun è tornato a Foshan per studiare, lasciando il padre con il figlio minore Ip Ching e la moglie Cheung Wing‑Sing.
Un giovane Bruce Lee visita Ip e chiede di diventare uno dei suoi studenti. Dopo che Lee dimostra la sua velocità a Ip, questi né accetta, né rifiuta di accoglierlo come allievo, ma apre solamente la porta d'ingresso; intendendo quell'atto come un rifiuto, Bruce se ne va indignato. Nel mentre a scuola, Ip Ching si fa coinvolgere in una zuffa con un altro bambino, Feng Xiang, ed entrambi restano lievemente contusi. Ip chiede alla signorina Wong, la loro insegnante, di poter invitare Feng Xiang a casa loro per cena, per porre rimedio allo spiacevole avvenimento. A casa di Ip, Feng Xiang dimostra notevoli competenze nelle basi del Wing Chun; quando Ip chiede al ragazzo chi sia il suo mentore, l'altro risponde che si tratta di suo padre, Cheung Tin-chi. Questi lavora ufficialmente con il suo risciò, ma è in realtà un lottatore clandestino al soldo di Ma King-sang, boss di una triade mafiosa locale comandata da un certo Frank, un boxer statunitense; quest'ultimo ordina a Ma e ai suoi scagnozzi di acquisire un fazzoletto di terra che risulta essere occupato dalla scuola dove Ip Ching e Cheung Fung studiano. Il giorno dopo, quando Ip va a prendere il figlioletto a scuola, è testimone dei soprusi della gang di Frank; dopo aver facilmente messo in fuga i malavitosi e salvato la vita al preside, Ip si impegna a custodire la scuola insieme ai suoi allievi, sostenuto dal suo amico Fatso, sergente della polizia, che però ha inizialmente pochi uomini a disposizione per aiutarlo.
Quella stessa notte, Ip ed i suoi studenti si trovano intenti a vigilare il complesso scolastico. Lik, il più esperto studente di Ip, si invaghisce della signorina Wong, ma quest'ultima rifiuta prontamente le sue avances. Vedendo che si sta facendo tardi, Ip fa tornare a casa i suoi studenti. Gli uomini di Ma invadono però subito dopo l'edificio: Ip e i suoi studenti riescono a tenerli a bada pur in inferiorità numerica, ma la banda riesce a rapire il preside e a dare fuoco a un paio di aule. Cheung, che si trova a passare di lì con il suo risciò, aiuta a combattere gli invasori e salva il preside, sotto gli occhi di Ip, stupito dalla sua maestria nel Wing Chun.
Tin Ngo-san, un maestro di arti marziali locale ed ex mentore di Ma, resta infuriato col suo ex allievo a causa dei suoi atti privi di scrupoli, e accompagnato da Ip, affronta Ma presso il cantiere di Hong Kong e lo schiaffeggia davanti ai suoi uomini. Dopo poco, Fatso arriva e riesce a mantenere la situazione sotto controllo, e alla fine Ip lascia andare Ma. Umiliato, questi trova Cheung e gli offre un lavoro per vendicarsi di Tin; Cheung accetta l'offerta, essendo alla disperata ricerca di soldi per aprire la sua scuola di arti marziali. Cheung trova e affronta Tin nel suo negozio di ombrelli, e l'anziano, non riuscendo a difendersi dai colpi rapidi del suo aggressore, finisce ricoverato in ospedale.
Ip riceve una chiamata da lì e si precipita a visitare Tin, ma dopo aver appreso che non lo ha chiamato lui, capisce che si trattava di una trappola ordita da Ma per attirarlo lontano dalla scuola, in modo che la sua banda potesse rapire alcuni degli studenti, tra cui Ip Ching e Cheung Fung. Ip arriva al cantiere di Ma circondato dagli uomini di quest'ultimo, il quale tiene in ostaggio Ip Ching con un coltello, e minaccia di vendere i bambini come schiavi se il preside si ostina ancora a non voler vendere la scuola. Appreso che anche suo figlio è stato rapito, Cheung arriva, lo prende e si allontana dal cantiere, poi ritorna e combatte al fianco di Ip. La coppia regge da sola il confronto, fino a quando arrivano i poliziotti che prendono in mano la situazione e arrestano i malviventi. Dopo il fallito rapimento, Ma viene licenziato da Frank e sostituito da un abile boxer tailandese, il quale viene incaricato di uccidere Ip.
Quando però Ip torna a casa, la moglie gli comunica che le è stato diagnosticato un cancro allo stomaco, e le rimangono sei mesi di vita. Mentre Ip porta la moglie in clinica, viene aggredito in ascensore dal boxer thailandese, che però viene facilmente sconfitto sulla rampa delle scale. Fatso raggiunge poi Ip e afferma che Frank lo vuole eliminare a tutti i costi, al che l'altro decide di affrontare Frank nel suo ufficio. Frank lo sfida in un solo round della durata di tre minuti: se Ip resiste in quel lasso di tempo, Frank lascerà la scuola. Ip accetta; all'inizio, è sopraffatto dalla forza di Frank, quindi decide di attaccarlo prediligendo un veloce gioco di gambe, dove l'altro è invece carente. Ma proprio quando entrambi sono in procinto di lanciare un colpo decisivo all'avversario, i tre minuti scadono; ammettendo che Ip è migliore di lui, Frank mantiene la promessa e lascia andare Ip.
Cheung intanto riesce ad aprire la sua scuola di Wing Chun, grazie ai soldi sporchi ottenuti da Ma; inizia a sfidare e sconfiggere una lunga serie di maestri di arti marziali e diventa molto famoso nel circuito delle scuole. Quando infine sfida Ip a un duello che deciderà chi è il vero Maestro di Wing Chun, l'altro, che passa più tempo con la moglie malata, quando arriva il giorno della sfida rifiuta di partecipare, preferendo andare a ballare con la moglie. Dopo una lunga attesa, Cheung viene dichiarato vincitore per forfait, ma Cheung Wing‑Sing, pur contenta per il fatto che Ip abbia voluto stare con lei, fa fissare una seconda data per la sfida tra lui e Cheung. Stavolta Ip si presenta subito di fronte a Cheung, e i due combattono dimostrando entrambi grande perizia, ma a un certo punto Cheung colpisce l'occhio destro di Ip, accecandolo temporaneamente; la vittoria di Cheung sembra certa, ma Ip elude le mosse di Cheung con il suo udito e contrattacca, arrivando ad assestargli un pugno a un pollice. Sconfitto, Cheung cede il suo titolo di Maestro di Wing Chun, e distrugge lo striscione con il quale si era auto-proclamato Maestro. Ip poi osserva che "La cosa più importante è l'amore di chi abbiamo accanto", e si defila.
Nell'epilogo, viene rivelato che Cheung Wing‑Sing morirà nel 1960, e che Ip ha contribuito a rendere noto a livello internazionale il Wing Chun, la cui eredità viene ancora oggi tramandata.

## Produzione
Le riprese sono iniziate nel marzo del 2015 e si sono concluse nel mese di giugno dello stesso anno.

## Distribuzione
La première mondiale del film si è tenuta ad Hong Kong il 16 dicembre 2015 per essere poi distribuito ufficialmente anche a Singapore ed in Malaysia il 24 dicembre 2015, a Taiwan il 31 dicembre 2015, Nuova Zelanda e Regno Unito il 15 gennaio 2016 e uno settimana dopo in Australia. Negli Stati Uniti è stato distribuito il 22 gennaio 2016 e in Cina il 4 marzo 2016. In Italia il film giunge prima in DVD e Blu-ray Disc il 1º dicembre 2016, distribuiti da Cecchi Gori Home Video, e poi viene trasmesso su Cielo il 5 gennaio 2017 in prima serata.

## Accoglienza
Il film ha ricevuto recensioni positive e otto candidature agli Hong Kong Film Award, ottenendo candidature come miglior film e miglior regista, vincendo invece nella categoria miglior montaggio. Ha inoltre vinto migliore coreografia d'azione, migliore regia e miglior film del 2016 allo Shanghai International Film Festival.

## Sequel
Ip Man 4, quarto ed ultimo capitolo della saga, è stato distribuito dal 20 dicembre 2019.

## Spin-off
Dopo l'uscita di Ip Man 3, Raymond Wong e Donnie Yen hanno deciso di approfondire la storia del maestro Cheung Tin-chi con una pellicola a lui dedicata: Master Z: Ip Man Legacy, ambientato subito dopo le vicende del terzo capitolo della saga di Ip Man, è stato distribuito ad Hong Kong il 20 dicembre 2018.
Successivamente è stata confermata la produzione di un secondo capitolo, le cui informazioni, come l'avvio delle riprese, però sono sconosciute.

## Riconoscimenti
- 2015 - Macao International Movie Festival
  - Nomination Miglior film a Wilson Yip
  - Nomination Miglior attore a Donnie Yen
  - Nomination Miglior attore non protagonista a Mike Tyson
  - Nomination Miglior attrice non protagonista a Karena Ng
  - Nomination Miglior fotografia a Kenny Tse
  - Nomination Miglior sceneggiatura a Edmond Wong
- 2016 - Asian Film Awards
  - Nomination Miglior attore a Donnie Yen
  - Nomination Miglior attore non protagonista a Jin Zhang
- 2016 - Gold Aries Award Macao International Film Festival
  - Miglior attore non protagonista a Mike Tyson
  - Nomination Miglior attore a Donnie Yen
- 2016 - Golden Horse Film Festival
  - Nomination Miglior montaggio a Cheung Ka-fai
  - Nomination Miglior coreografie action a Yuen Woo-ping
  - Nomination Miglior direzione artistica a Mak Kwok-keung
  - Nomination Migliori effetti visivi/speciali a Garrett Lam, Yee Kwok-Leung
- 2016 - Hong Kong Film Awards
  - Miglior montaggio a Cheung Ka-fai
  - Nomination Miglior film a Wilson Yip
  - Nomination Miglior attore non protagonista a Jin Zhang
  - Nomination Miglior fotografia a Kenny Tse
  - Nomination Miglior regia a Wilson Yip
  - Nomination Miglior coreografie action a Yuen Woo-ping
  - Nomination Miglior Sound Designer a Kinson Tsang, Yiu Chun-hin
  - Nomination Migliori effetti visivi/speciali a Garrett Lam, Yee Kwok-Leung